# كونستانتين فرانتز
كونستانتين فرانتز (و. 1817 – 1891 م) هو مؤرخ ألماني، توفي عن عمر يناهز 74 عاماً.